# St. Louis Scullin Steel F.C.
I Saint Louis Scullin Steel Football Club era una società calcistica statunitense, con sede a St. Louis (Missouri).
Fondati dalla società Scullin Steel, le squadre della St. Louis Soccer League dipendevano dalle sponsorizzazioni da cui prendevano il nome.
Vinsero una volta la National Challenge Cup (US Open Cup) nel 1922.
Fu la prima squadra della statunitense ad indossare maglie numerate nella stagione 1922-23 durante la Challenge Cup.

## Giocatori
- James E. Nolan
- Cliff Brady
- Edward Hart
- J. Burke
- Hart
- Allie Schwartz
- Rich "Bull" Brannigan
- Charles Bechtold
- Bechtold
- Bentley
- A.J. Brady
- T. Brady
- J. Burke
- Hart
- Hennessy
- McCarthy
- Mitchell
- Mulvey
- Oberle
- Oellerman
- O'Hanlon
- Rooney
- Allie Schwartz
- Zarazhel

## Palmarès

### Competizioni nazionali
- U.S. Open Cup: 1

1921-1922

### Competizioni regionali
- St. Louis Soccer League: 3

1918-1919, 1920-1921, 1921-1922

### Altri piazzamenti
- U.S. Open Cup:

Finalista: 1920-1921, 1922-1923
- St. Louis Soccer League:

Secondo posto: 1922-1923